# Rodica Radian-Gordon

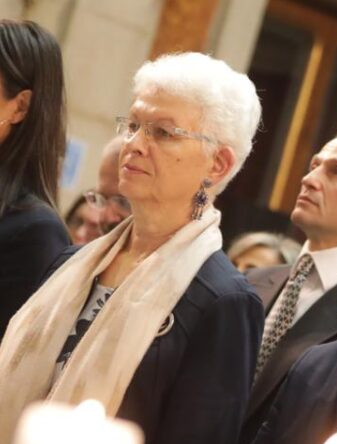
Rodica Radian-Gordon (2020)

Rodica Radian-Gordon (* 10. Juli 1957 in Bukarest, Rumänien) ist eine israelische Diplomatin.

## Leben und Wirken
Anfang der 1960er Jahre entschloss sich Radian-Gordons Familie Rumänien zu verlassen. Aufgrund bürokratischer Hindernisse konnten sie jedoch erst 1963 nach Israel emigrieren, wo sie sich in Tel-Aviv niederließen. Radian-Gordon studierte ab 1980 Biologie an der Hebräischen Universität in Jerusalem. 1982 erhielt sie ihren Master of Science in Biochemie. 1987 promovierte sie in Biochemie (Ph.D.). Von 1991 bis 1993 besuchte sie die diplomatische Akademie des israelischen Außenministeriums in Jerusalem. Danach war sie von 1993 bis 1996 Zweite Sekretärin an der israelischen Botschaft in Warschau sowie von 1996 bis 1999 Erste Sekretärin an der israelischen Vertretung bei der Europäischen Gemeinschaft in Brüssel. Nach einigen Posten im israelischen Außenministerium wurde sie 2003 israelische Botschafterin in ihrem Geburtsland. Radian-Gordon blieb bis 2007 in Rumänien. Von August 2010 bis 2015 war sie israelische Botschafterin in Mexiko sowie nicht-residierende Botschafterin für die Bahamas. Seit September 2019 ist sie israelische Botschafterin in Spanien.
Radian-Gordon ist verheiratet und hat drei Kinder.